# Gaijin
Gaijin (Japans: 外人) is een Japans woord dat wordt gebruikt om buitenlanders en niet-etnische Japanse burgers aan te duiden, en in mindere mate ook Japanners uit de Japanse diaspora die geen Japans staatsburger zijn. Het woord bestaat uit twee kanji, namelijk gai (外; 'buiten') en jin (人; ‘persoon'). Het laat zich het beste vertalen als 'vreemdeling' en 'buitenstaander'. Soortgelijke samengestelde woorden zijn bijvoorbeeld gaikoku (外国; 'vreemd land') en gaisha (外車; 'buitenlandse auto').
Sommigen vinden dat gaijin een pejoratieve connotatie heeft gekregen, terwijl anderen van mening zijn dat het een neutraal woord is. Echter, een meer neutrale en formele term, die vooral in de Japanse regering en in de media wordt gebruikt, is het woord gaikokujin (外国人; 'buitenlands persoon').
Met de woorden gaijin of gaikokujin wordt overigens een niet-Oost-Aziatisch persoon bedoeld. Het heeft dan ook geen betrekking tot een specifieke huidskleur. Hier zijn andere woorden voor, namelijk hakujin (白人; 'blank persoon') en kokujin (黒人; 'zwart persoon').

## Geschiedenis
Het woord gaijin kan worden herleid tot Heike Monogatari (Japans: 平家物語; 'Het verhaal van de Heike'). In dit 14-eeuwse epos wordt met woord een buitenstaander en potentiële vijand bedoeld. Een andere verwijzing kan gevonden worden in Renri Hishō (Japans: 連理秘抄; 'Een geheime verhandeling over de principes van renga'), een door Nijō Yoshimoto in 1349 geschreven renga. De manier waarop hij gaijin gebruikte, was in de zin van 'een Japanner die geen vriend is'. In het no-spel Kurama-tengu wordt er een reizende monnik mee aangeduid die een 'onbekende' zou zijn en daarmee een 'buitenstaander'.

## Popularisering van de term
De Meiji-regering (1868-1912) zorgde ervoor dat de term gaijin aan populariteit won. Het verving langzaamaan de synoniemen ijin (異人; 'buitenlander', 'ander persoon'), ihōjin (異邦人; 'buitenlander', 'heiden') en ikokujin (異国人; 'vreemdeling'). Deze woorden laten zich eveneens het beste vertalen als 'buitenland persoon'. Toen het rijk van Japan zich uitbreidde tot Korea en Taiwan werd er met de term gaikokujin aanvankelijk verwezen naar onderdanen van andere keizerlijke gebieden.
Na de Tweede Wereldoorlog raakten de meeste synoniemen uit gebruik en bleef slechts gaikokujin bestaan om niet-Japanners mee aan te duiden. De term gaijin is hier een samentrekking van.
De term sangokujin (三国人; 'burger van een derde land') verwijst naar inwoners van Korea (Noord en Zuid) en Taiwan in de nasleep van de Tweede Wereldoorlog.